# 萊維特鎮區 (密歇根州)
萊維特鎮區（英語：Leavitt Township）是位於美國密歇根州奧希阿納縣的一個行政鎮區。

## 地方資料
萊維特鎮區的面積為92.90平方千米，當中陸地面積為91.30平方千米，而水域面積為1.60平方千米。根據2020年美國人口普查的數據，當地共有人口911人，而人口密度為每平方千米9.81人。